# Bahnhof Weisenheim (Sand)
Der Bahnhof Weisenheim (Sand) ist der Bahnhof der rheinland-pfälzischen Ortsgemeinde Weisenheim am Sand. Er  verfügt über zwei Bahnsteiggleise. Der Bahnhof liegt im Verbundgebiet des Verkehrsverbundes Rhein-Neckar (VRN) und gehört zu den Tarifzonen 82 und 93. Seine Anschrift lautet Bahnhofstraße 1.
Er wurde am 15. Oktober 1877 als Durchgangsbahnhof der Bahnstrecke Freinsheim–Frankenthal eröffnet. Sein Empfangsgebäude steht zudem unter Denkmalschutz.

## Lage
Der Bahnhof liegt am südöstlichen Ortsrand von Weisenheim am Sand. Nördlich von ihm verläuft parallel zur Bahnstrecke die örtliche Bahnhofstraße und südlich von ihm die Wiesenstraße.

## Geschichte
Die 1865 eröffnete Strecke von Neustadt nach Dürkheim sollte ursprünglich bis Frankenthal durchgebunden werden. Später wurden die Planungen so abgeändert, dass sie über Erpolzheim und Grünstadt bis nach Monsheim verlängert werden sollte. Bedingt durch diesen Umstand liefen Pläne, eine in Freinsheim von dieser Strecke abzweigende Bahnlinie nach Frankenthal zu errichten, die unter anderem über Weisenheim am Sand führen sollte. Am 15. Oktober 1877 wurde die Strecke eröffnet; Weisenheim bildete neben Lambsheim und Flomersheim einen von insgesamt drei Unterwegsbahnhöfen. Der Bahnhof selbst befand sich seinerzeit am südöstlichen Siedlungsrand.
Anfang des 20. Jahrhunderts erhielt der Bahnhof wie alle in der Pfalz Bahnsteigsperren. Während dieser Zeit wurde der Bahnhof von der Betriebs- und Bauinspektion Neustadt verwaltet und gehörte zum Zuständigkeitsbereich der Bahnmeisterei Freinsheim. 1922 erfolgte die Eingliederung des Bahnhofs in die neu gegründete Reichsbahndirektion Ludwigshafen. Ein Jahr später wurden die am Bahnhof beschäftigten Eisenbahner im Zuge des von Frankreich durchgeführten, bis 1924 dauernden Regiebetriebs ausgewiesen. Danach kehrten sie zurück. Im Zuge der Auflösung der Ludwigshafener Direktion wechselte er zum 1. April 1937 in den Zuständigkeitsbereich der Direktion Mainz; zu dieser Zeit unterstand er dem Betriebsamt (RBA) Ludwigshafen und der Bahnmeisterei Frankenthal.
Die Deutsche Bundesbahn (DB), die ab 1949 für den Bahnbetrieb zuständig war, gliederte den Bahnhof in die Bundesbahndirektion Mainz ein, der sie alle Bahnlinien innerhalb des neu geschaffenen Bundeslandes Rheinland-Pfalz zuteilte. Im Zuge der schrittweisen Auflösung der Mainzer Direktion Anfang der 1970er Jahre war mit Wirkung des 1. Juni 1971 ihr Pendant in Karlsruhe für den Bahnhof zuständig.
Zur selben Zeit wurden die Bahnsteigsperren aufgehoben. Seit 1990 ist der Bahnhof Bestandteil des Verkehrsverbundes Rhein-Neckar (VRN). Durch den Rückbau der Bahnhöfe Lambsheim und Flomersheim zu Haltepunkten in der Folgezeit ist Weisenheim am Sand seither die einzige verbliebene Kreuzungsmöglichkeit für Züge zwischen Freinsheim und Frankenthal, welche fahrplanmäßig jedoch nur montags bis freitags in der Hauptverkehrszeit genutzt wird.

## Empfangsgebäude
Beim denkmalgeschützten Empfangsgebäude handelt es sich um einen stattlichen, spätklassizistischen Putzbau, der ab dem Jahr 1873 errichtet wurde. 1898 erfuhr es außerdem eine Erweiterung.

## Verkehr

### Personenverkehr
Der Fahrplan von 1884 enthielt Züge, die in Frankenthal Kopf machten und über die aus Mainz kommende Strecke bis nach Ludwigshafen fuhren. Der Bahnhof wird stündlich von Regionalzügen der Relation Frankenthal Hbf–Ramsen (Pfalz) bedient. Nach dem Zweiten Weltkrieg wurden die Züge aus umlauftechnischen Gründen über Freinsheim hinaus über die Pfälzische Nordbahn bis nach Grünstadt durchgebunden. Ab 1994 verkehrten sie bis nach Eisenberg an der Eistalbahn, ab 1995 bis nach Ramsen. Sonn- und feiertags werden die Züge seit 2001 bis zum Eiswoog durchgebunden. Anlässlich des jährlichen Faschingsumzuges vor Ort weist der Bahnhof während dieser Zeit erhöhten Verkehr auf. Aus diesem Grund setzt die DB zusätzliche Züge ein; die Triebwagen fahren zudem in Doppeltraktion.

### Güterverkehr
Ab den 1980er Jahren bedienten Übergabezüge den Bahnhof, der zu dieser Zeit keinen eigenen Gütertarifpunkt mehr bildete. Seine Bedienung fand vom Frankenthaler Hauptbahnhof aus statt, als dessen Satellit er fungierte. Inzwischen wurde der Güterverkehr eingestellt. Damit einhergehend wurden die Gütergleise demontiert.